# Jan Beckering Vinckers
Jan Beckering Vinckers (Winschoten, 24 oktober 1821 - Groningen, 19 december 1891) was een Nederlands taalkundige en hoogleraar in de Engelse taal- en letterkunde aan de Rijksuniversiteit Groningen, en expert op het gebied van vergelijkende taalkunde. Hij behoorde in de 19e eeuw tot de fijnzinnigste geesten in de taalwetenschap op het gebied van de Germaanse talen en werd in Nederland als pionier destijds ‘Den vader der vergelijkende taalstudie’ genoemd.

## Familie
Vinckers was een zoon van Johannes Meinardus Vinckers en Catrina Beckering. Vinckers was tweemaal gehuwd, maar alleen uit het eerste huwelijk met Jentje Westenbrink Meijer (Amsterdam, 7 maart 1831 - Scheveningen, 6 september 1900) werden negen kinderen geboren, onder wie de taalkundige Harco Beckering Vinckers en Catrina Beckering Vinckers, die met de ambachtsman W.C. Jansen (van Jansen & Tilanus) getrouwd was. Op 70-jarige leeftijd overleed Vinckers.

## Loopbaan

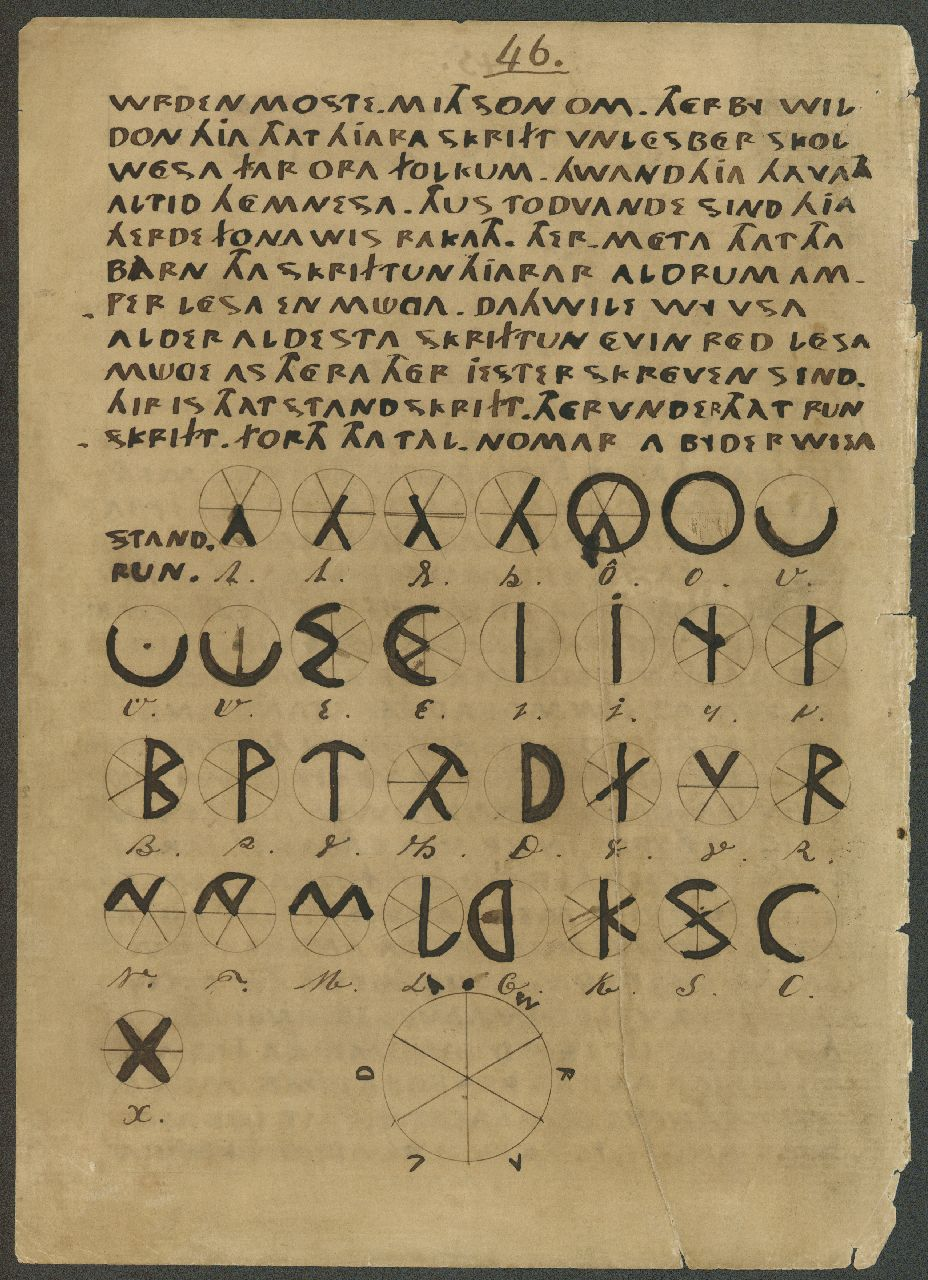
Een bladzijde uit het manuscript van het Oera Linda-Boek, die door Vinckers beoordeeld werd als falsificatie.

Op 18-jarige leeftijd werd Jan Beckering Vinckers onderwijzer in oud en nieuwe talen aan het gymnasium in zijn geboorteplaats Winschoten. In 1854 werd Vinckers tot docent aan het gymnasium te Kampen benoemd, waar hij eerst heeft gewerkt als medewerker aan de oude school en later als leraar aan de Hogereburgerschool en aan het Gereformeerd Gymnasium. Hij werkte hier 32 jaren en gaf circa 30 uren per week les, terwijl hij 's avonds op zijn studeervertrek bezig was aan zijn eigen studie. Een reeks van werken van Vinckers hand op 't gebied van de Germaanse taalstudie zag hier te Kampen het licht; ze werden meest geplaatst in de bulletins van Taal- en Letterbode en in Noord en Zuid. Hoezeer deze studiën de aandacht trokken en in de letterkundige wereld gewaardeerd werden, blijkt uit het feit dat Vinckers in 1879 door de Senaat van de Utrechtse hogeschool honoris causa tot Doctor in de Nederlandse Letteren werd benoemd. Hij behoorde tot de fijnzinnigste geesten in de taalwetenschap op het gebied van de Germaanse talen en werd in Nederland destijds ‘Den vader der vergelijkende taalstudie’ genoemd.
In 1885 werd hij tot hoogleraar in de Engelse taal- en letterkunde aan de Rijksuniversiteit van Groningen benoemd en was daarmee van 1885-1891 de eerste hoogleraar in dat vakgebied aan een Nederlandse Universiteit. De rede, waarmee hij 14 januari 1886 zijn hoogleraarsambt aanvaardde, heet: Over de behoefte aan en 't nut van meer wetenschappelijke opleiding voor de beoefenaars der Engelsche taal- en letterkunde hier te lande (Haarlem 1886).
Vinckers publiceerde onder meer in 1876 het boek De onechtheid van het Oera Linda-Bôk, waarmee hij met zijn grondige kennis van het Oud-Germaans een einde maakte aan de opzienbarende kwestie van het Oera Linda-Boek en het manuscript sindsdien vrijwel beschouwd werd als een falsificatie. In 1877 bracht Vinckers het artikel Wie heeft het Oera Linda Boek geschreven? als begin van de zoektocht naar de auteur van het zogenaamde Oudfriese middeleeuws handschrift.

## Werken
(bron: Jan Beckering Vinckers bij de Digitale Bibliotheek voor de Nederlandse Letteren (dbnl))
- De onechtheid van het Oera Linda-Bôk (1876)

Vertalingen
- Taal en taalstudie. Deel 1 (1877)
- Taal en taalstudie. Deel 2 (1881)

Primaire teksten
- ‘Wat was aambei in den beginne? (1870)
- ‘'t Eerste gewin is kattegespin; 't eerste gewin is kattegespil; eerste winst is katjeswinst. (1870)
- ‘Nog iets over hurra of horra.’ (1870)
- ‘Nog al iets over ochtend.’ (1871)